# I Found My Thrill
I Found My Thrill – album koncertowy Elvisa Presleya, składający się z koncertu z 27 stycznia 1974 z Las Vegas.
Dosłownie tytuł albumu można tłumaczyć Znalazłem swój dreszczyk (emocji).
Dopiero drugi raz tamtego wieczoru śpiewane były – Let Me Be There (dwukrotnie), Spanish Eyes, Help me.

## Lista utworów
1. 2001 Theme
2. C.C. Rider
3. I Got a Woman – Amen
4. Love Me
5. Let Me Be There (druga wersja na żywo)
6. You've Lost That Loving Feeling
7. Sweet Caroline
8. Love Me Tender
9. Long Tall Sally / Whole Lotta Shakin’ Goin’ On / Your Mama Don’t Dance / Flip Flop and Fly / Jailhouse Rock / Hound Dog
10. Fever
11. Polk Salad Annie
12. Spanish Eyes (druga wersja na żywo)
13. Suspicious Minds
14. Band Introductions
15. I Can’t Stop Loving You
16. Help Me (druga wersja na żywo)
17. An American Trilogy
18. Let Me Be There (trzecia wersja na żywo)
19. Can’t Help Falling in Love
20. Closing Vamp

## Bonusy
1. My Baby Left Me (28 stycznia 1974, MS)
2. Trying To Get To You (piosenka) (28 stycznia 1974, MS)
3. The First Time Ever I Saw Your Face (1 lutego 1974, DS)
4. I Found My Thrill – Blueberry Hill – I Can`t Stop Loving You